# Robert Steinberg
Pour les articles homonymes, voir Steinberg.
Robert Steinberg est un mathématicien canadien, né le 25 mai 1922 à Soroki en Bessarabie (Roumanie) — aujourd'hui Soroca (Moldavie) et mort le 25 mai 2014.

## Biographie
Steinberg reçoit son Ph. D. en mathématiques de l'université de Toronto en 1948, sous la direction de Richard Brauer.
Il est orateur invité au Congrès international des mathématiciens de 1966 à Moscou, reçoit un prix Steele en 1985, a été élu membre de la National Academy of Sciences en 1985 et a obtenu un prix Jeffery-Williams en 1990.  Il est professeur émérite de l'université de Californie à Los Angeles depuis 1992.

## Sélection de publications
- « Générateurs, relations et revêtements de groupes algébriques », dans Colloq. Théorie des Groupes Algébriques, Bruxelles, Gauthier-Villars, 1962, p. 113-127, Zbl 0272.20036
- (en) Lectures on Chevalley groups, New Haven, Conn., Yale University, 1968 (lire en ligne)
- (en) Conjugacy classes in algebraic groups, Springer, coll. « Lecture Notes in Mathematics » (no 366), 1974, 160 p. (ISBN 978-3-540-06657-6)
- (en) Collected Papers, AMS, 1997, 599 p. (ISBN 978-0-8218-0576-3, lire en ligne)